# Mikroblogging
Mikroblogging ist eine Form des Bloggens, bei der Nutzer kurze, SMS-ähnliche Textmitteilungen über dafür spezialisierte Dienste (Kurzmitteilungsdienste) veröffentlichen. Die Länge dieser Mitteilungen ist begrenzt und beträgt je nach Dienst oft weniger als 200 Zeichen, manchmal bis zu 1000 Zeichen. Die einzelnen Postings sind entweder privat oder öffentlich zugänglich und werden im Profil wie in einem Blog chronologisch dargestellt.

## Dienste
Ein idealtypischer Kurzmitteilungs- bzw. Mikroblogging-Dienst war Twitter, das im März 2006 startete und 2007 den „South by Southwest Web Award“ in der Kategorie „Blogs“ gewann, ursprünglich mit einer Zeichenbegrenzung auf SMS-ähnliche 140 Zeichen.
Ein früher Mitbewerber von Twitter war Jaiku aus Finnland, das am 9. Oktober 2007 von Google übernommen wurde. Die Entwicklung wurde jedoch am 15. Januar 2012 eingestellt. Die Software wurde auf die Google App Engine portiert und als freie Software unter der Apache-Lizenz veröffentlicht.
Auch in sozialen Netzwerken wie Facebook wurden Statusmeldungen eingeführt. Weitere Plattformen, die neben Texten beispielsweise auch die Veröffentlichung von Bildern, Videos und Chatlogs zulassen sind Instagram, Tumblr und Posterous. Auch Teilfunktionen des eingestellten Dienstes Google+ konnten zum Mikroblogging gezählt werden. Mikroblogging fand auch in Deutschland schnell Anwender und es entstanden viele ähnliche Dienste.
Die freie Software StatusNet, die bis Juli 2013 auf identi.ca installiert war, benutzt die OStatus-Spezifikation (früherer Name: OpenMicroBlogging), welche die Kommunikation zwischen Benutzern auf unterschiedlichen Servern ermöglicht. Ein vollständig dezentral organisierter Mikroblogging-Dienst ist Twister von Miguel Freitas, der sich allerdings noch in einem mittleren Entwicklungsstadium befindet. Weitere freie und dezentrale Microblogging-Dienste finden sich beispielsweise mit Mastodon und Pleroma im Fediverse.
Es gibt auch Mikroblogging-Dienste, welche speziell für den Einsatz in Unternehmen entwickelt wurden. Zu diesen zählen Yammer, Communote, Chatter, Present.ly und Funktionen innerhalb von SharePoint.
Twitter selbst ist zwar seit 2009 in der gesamten Volksrepublik China blockiert, die Dienste von chinesischen Anbietern jedoch erfreuen sich rasant steigender Zuwachsraten. Die großen Online-Portale wie Sina.com (Sina Weibo), QQ.com und Sohu.com bieten Mikroblogs seit 2007 an.